# حالت ذهنی
حالت ذهنی (به انگلیسی: Mental state) یا ویژگی ذهنی، وضعیت ذهنی یک شخص است. حالات ذهنی شامل طبقه متنوعی از جمله ادراک، تجربه درد، باور، تمایل، قصد، عواطف و حافظه است. در مورد تعریف دقیق این اصطلاح اختلاف نظر وجود دارد. بر اساس رویکردهای معرفتی، نشانه اساسی حالت‌های ذهنی این است که موضوع آنها دسترسی معرفتی ممتازی دارد، در حالی که دیگران فقط می‌توانند وجود آنها را از نشانه‌های ظاهری استنتاج کنند. رویکردهای مبتنی بر آگاهی معتقدند که همه حالت‌های ذهنی یا خودآگاه هستند یا در رابطه درستی با حالت‌های خودآگاه قرار دارند. از سوی دیگر، رویکردهای مبتنی بر غرض ورزی، قدرت ذهن را در ارجاع به اشیا و بازنمایی جهان به عنوان نشانه ذهنی می‌بینند. بر اساس رویکردهای کارکردگرا، حالت‌های ذهنی بر حسب نقش آنها در شبکه مستقل از ویژگی‌های ذاتی آنها تعریف می‌شوند. برخی از فیلسوفان همه رویکردهای یادشده را انکار می‌کنند و معتقدند که اصطلاح «ذهنی» به مجموعه‌ای از ایده‌های مرتبط باهم گفته می‌شود بدون اینکه ویژگی وحدت‌بخش اساسی بین همه مشترک باشد.
طبقه‌بندی‌های هم‌پوشانی مختلفی از حالت‌های روانی پیشنهاد شده‌اند. تمایز مهم پدیده‌های ذهنی را بر حسب حسی بودن، گزاره ای، عمدی، آگاهانه یا رخدادی بودن آنها با هم گروه‌بندی می‌کنند. حالت‌های حسی شامل تأثیر حسی مانند ادراک‌های دیداری یا دردهای بدنی است. نگرش‌های گزاره‌ای، مانند باورها و خواسته‌ها، روابطی هستند که یک موضوع با یک گزاره دارد. ویژگی حالت‌های غرضی این است که به اشیاء یا حالت یک چیز اشاره می‌کنند یا در مورد آنها هستند. حالت‌های خودآگاه بخشی از تجربه پدیدار هستند، در حالی که حالت‌های رخ‌داده در ذهن مالک، با یا بدون هوشیاری، به‌طور علّی مؤثر هستند. یک طبقه‌بندی تأثیرگذار از حالت‌های ذهنی به خاطر فرانتس برنتانو است، که استدلال می‌کند که تنها سه نوع اساسی وجود دارد: ارائه، قضاوت، و پدیده‌های عشق و نفرت.
حالت‌های روانی معمولاً با جنبه‌های فیزیکی یا مادی در تقابل قرار می‌گیرند. برای فیزیکالیست‌های (غیرحذفی)، آنها نوعی خاصیت سطح بالا هستند که می‌توان آن را برحسب فعالیت عصبی ریزدانه درک کرد. از سوی دیگر، دوگانه‌گرایان ویزگی‌ها ادعا می‌کنند که چنین توضیح فروکاست‌گرایی امکان‌پذیر نیست. حذف‌گرایان ممکن است وجود ویژگی‌های ذهنی، یا حداقل ویژگی‌های مربوط به مقوله‌های روان‌شناختی عامیانه مانند فکر و حافظه را رد کنند. حالت‌های روانی نقش مهمی در زمینه‌های مختلف از جمله فلسفه ذهن، معرفت‌شناسی و علوم شناختی ایفا می‌کنند. در روان‌شناسی، این اصطلاح نه تنها برای اشاره به حالت‌های روانی فردی یادشده در بالا، بلکه برای ارزیابی جهانی‌تر از سلامت روانی یک فرد استفاده می‌شود.